# Northwood (Wight)
Northwood – wieś w Anglii, na wyspie Wight. Leży 6 km na północ od miasta Newport i 119 km na południowy zachód od Londynu. W 2001 miejscowość liczyła 2200 mieszkańców.